# Peroralne kapljice
Perorálne kápljice so tekoča farmacevtska oblika v obliki kapljic za uživanje skozi usta. Peroralne kapljice so raztopine, emulzije ali suspenzije. Kapljice se dajejo s pomočjo ustreznega odmernika. Peroralne kapljice omogočajo dajanje majhnih količin oziroma nizkih odmerkov zdravil, zato so uporabne tudi pri zelo majhnih otrocih.